# Geometrisk figur

Geometriska figurer i 2 dimensioner

Geometriska figurer i 3 dimensioner

Geometriska figurer studeras inom geometri.
Formen av ett föremål som ligger i ett rum är den del av rummet som upptas av objektet, enligt dess yttre gräns - abstraherat från andra egenskaper såsom färg, innehåll, material och sammansättning, liksom från objektets andra rumsliga egenskaper (position, riktning och orientering i rymden, samt storlek).
Den matematiska definitionen av begreppet figur, enligt statistikern David George Kendall är följande:
En figur är all den geometriska informationen som återstår när position, skalande och roterande effekter filtreras bort från ett objekt.